# Bulbophyllum adenoblepharon
Bulbophyllum adenoblepharon är en orkidéart som beskrevs av Rudolf Schlechter. Bulbophyllum adenoblepharon ingår i släktet Bulbophyllum och familjen orkidéer. Inga underarter finns listade i Catalogue of Life.